# Résine végétale
Pour un article plus général, voir Résine.

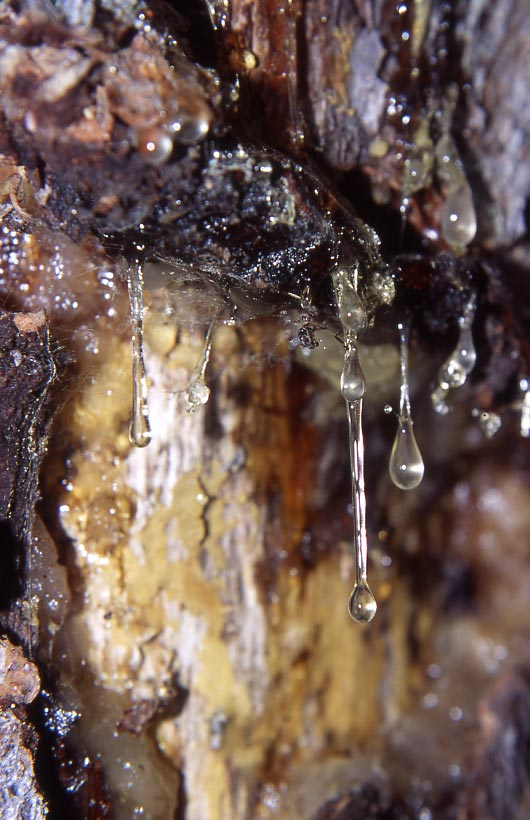
Résine de pin.

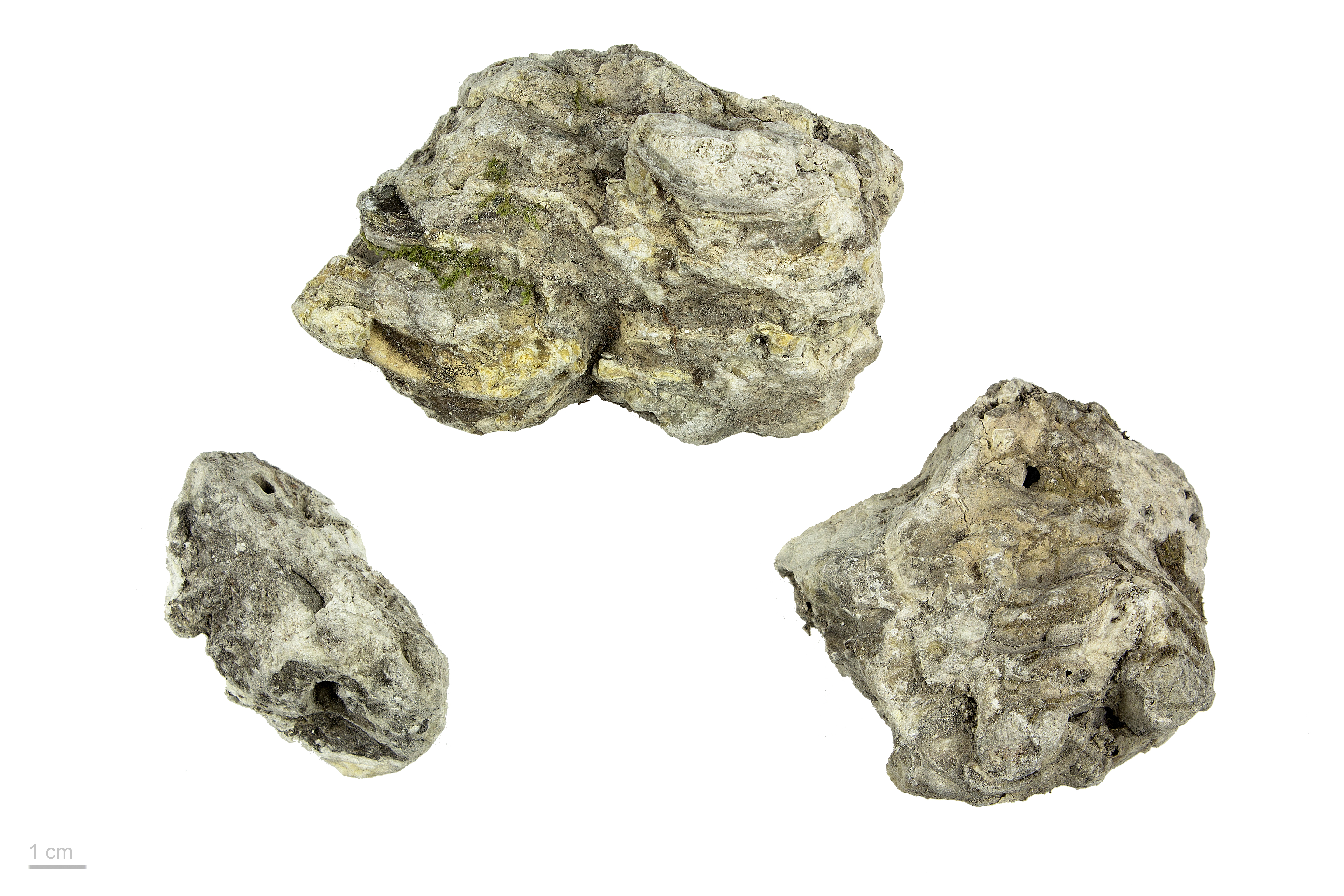
Résine de Protium sp. - Muséum de Toulouse.

Les résines végétales sont des exsudats sécrétés par certains végétaux, les conifères essentiellement. Elles ont l'aspect d'un liquide poisseux qui sèche plus ou moins rapidement au contact de l'air. Elles sont souvent fortement odorantes.
Le terme de « résineux » est souvent utilisé pour désigner les conifères car la plupart de ces arbres, comme les sapins, les pins ou les cyprès produisent en abondance des résines. Certaines, notamment celle du pin maritime, font l'objet d'une exploitation économique.
Mais tous les conifères ne produisent pas de résines : c'est par exemple le cas du Thuya géant et du Tsuga de Californie. Et il existe en dehors des conifères, de nombreux autres végétaux sécrétant des résines : certains dragonniers et d'autres genres fournissent des résines rouges appelées sang-dragon, autrefois utilisées comme colorants, les Burséracées donnent des résines d'encens ou de myrrhe, le cannabis exsude une résine utilisée comme drogue psychotrope, etc.
Les résines sont excrétées hors des cellules végétales dans des canaux résinifères ou à l'extérieur de la plante. Elles se différencient des latex par leur composition chimique et leur lieu de production (latex produit dans les canaux laticifères). Les deux suintent lors de traumatismes (sécheresse, affections fongiques ou bactériennes, attaques d’insectes, blessures mécaniques telles que des incisions), formant en séchant une barrière protectrice contenant notamment des éléments antimicrobiens qui luttent contre la pénétration des pathogènes et sont répulsives pour les herbivores.
Les résines peuvent fossiliser et donner des matières comme l'ambre.
Les résines sont comptabilisées pour la FAO et les écocertifications forestières comme produits forestiers non ligneux.

## Présentation
La résine peut être solide ou semi-fluide, elle est insoluble dans l'eau et dans l'éther de pétrole. Les conifères résineux produisent colophane et essence de térébenthine. Chimiquement, les résines sont un mélange complexe de composés secondaires terpénoïdes (notamment les acides résiniques) ou phénoliques.
La résine végétale est utilisée dans la fabrication des résines industrielles dans l'industrie du plastique.

### Classification des résines selon Lombard

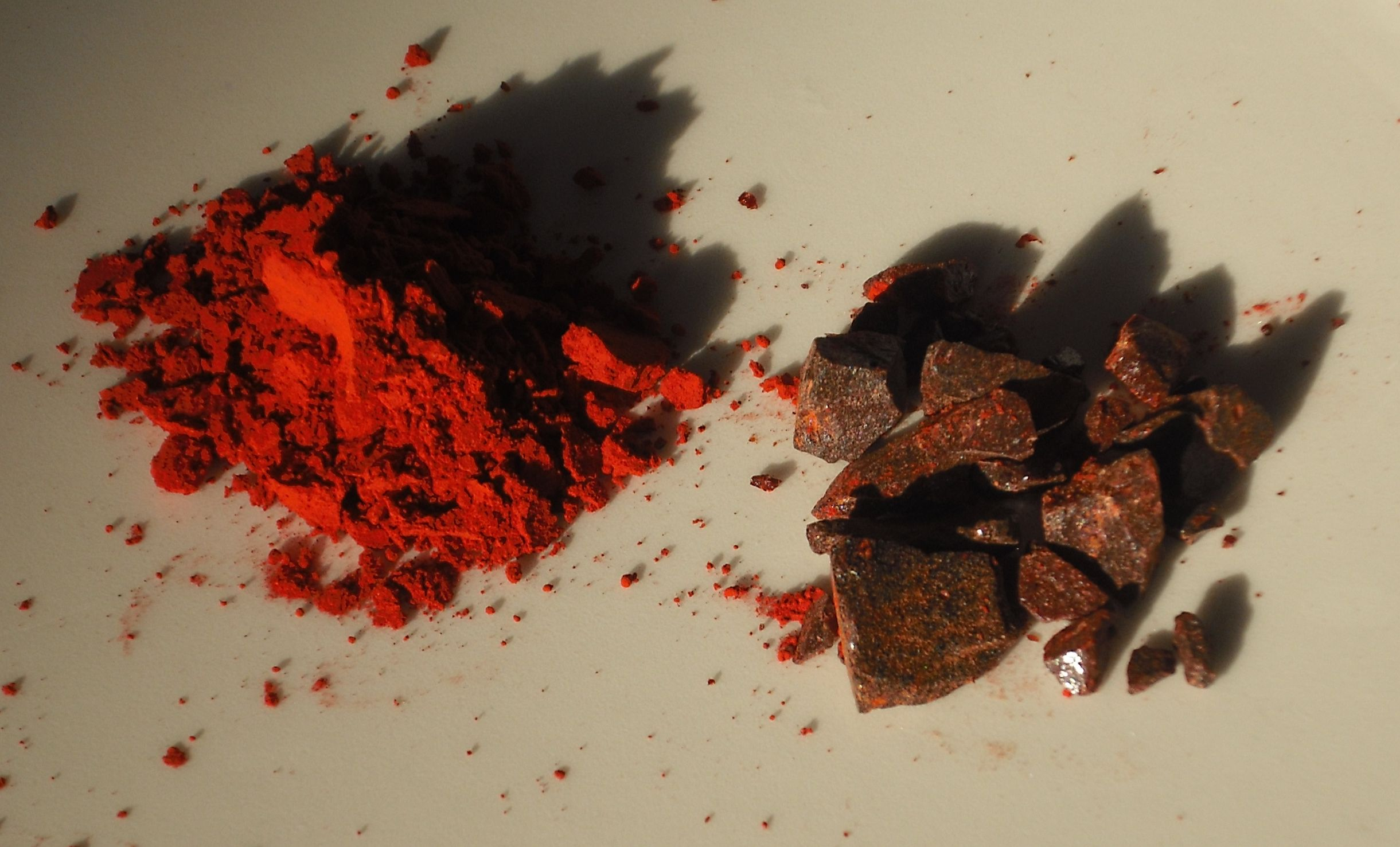
Sang-dragon.

Classification mise en place en 1946 par René Lombard, dans Produits Résineux. Gemmes, colophanes & dérivés :
- Pragmatique (traditionnelle) : oléorésines (térébenthines diverses, baume du Canada, élémis) - résines proprement dites (ambre, copal, dammar, colophane, résines accroïdes, mastic, sandaraque, sang-dragon) - baumes (baume de la Mecque, baume du Pérou, Baume de Tolu, benjoin, styrax, storax, liquidambar, baume de Copahu, copalme) - gommes, (Gomme de Sénégal, gomme arabique, gomme nostras, gomme adragante) - gommes tannifères - gommes résines (gomme-gutte, asafoetida, galbanum, sagapenum, myrrhe, encens, opoponax, aloès) - latex ;
- Chimique. Résines à esters, résines à résènes, résines à acides résiniques, résines à résinols, résines aliphatiques, glucorésines, chromorésines ou résines colorées, résines à enzymes, lactorésines, gommes, gommes tannifères, gommes-résines, latex ;
- Botanique : - Phanérogames gymnospermes : copals, térébenthines (pin, sapin, abies, mélèze), ambre, poix de Bourgogne - Phanérogames angiospermes : sang-dragon, aloès, résines accroïdes, caoutchouc, gomme-gutte - Diptérocarpées : camphre, baume de Gurjun, dammar - Térébenthacées : térébenthine de Chio, mastic, myrrhe, laque du Japon, encens, élémis - Légumineuses : gommes, baumes, copals , etc.
- Rationnelle de Lombard: Sécrétions des conifères (ex. térébenthines), copals et oléorésine de Copahu, résines de diptérocarpées, résines de térébinthacées (ex. térébenthine de Chio), baumes de papilionacées, gommes-résines, résines de saxifragacées, résines de styracées, résines diverses, résines animales, gommes, latex.

## La résine du Pin

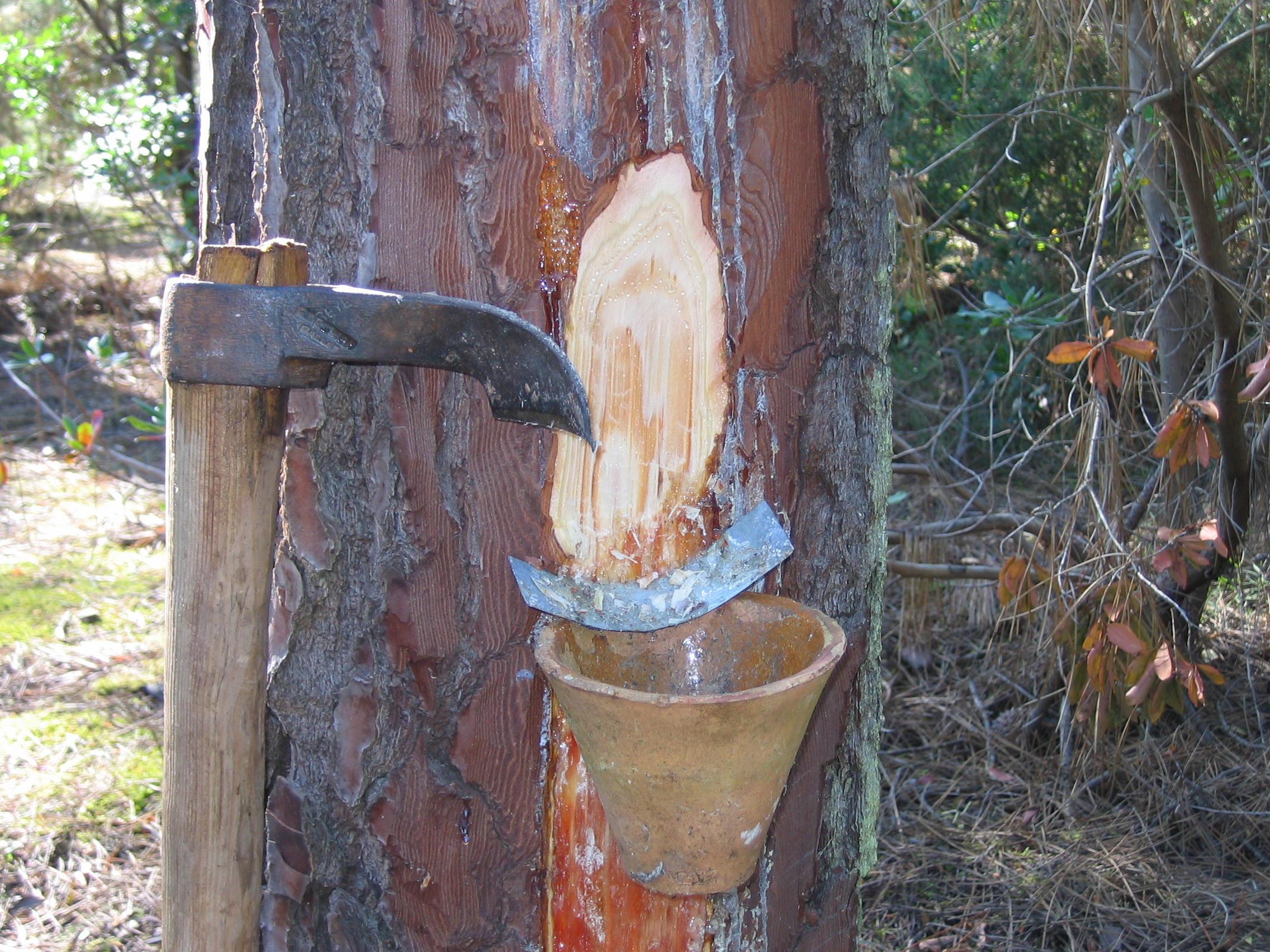
Gemmage.

Aussi appelée gemme, elle est récoltée lors du gemmage où l'on extrait ses deux principaux composants pour l'industrie chimique : l'essence de térébenthine (environ 40 %) et la colophane (environ 60 %). Par pyrolyse des bois de pin on obtenait également un goudron de pin utilisé dans le calfatage des navires. Goudron de pin (poix, brai gras), et noir de fumée sont des sous-produits pour ainsi dire de la fabrication du charbon de bois à partir du pin maritime.
La résine contient un mélange d’acides résiniques dont la nature et les proportions varient suivant l’espèce et la provenance géographique.

## Résine du mélèze
La résine de mélèze donne la térébenthine de Venise réputée dans les arts.

## Usage par l'homme

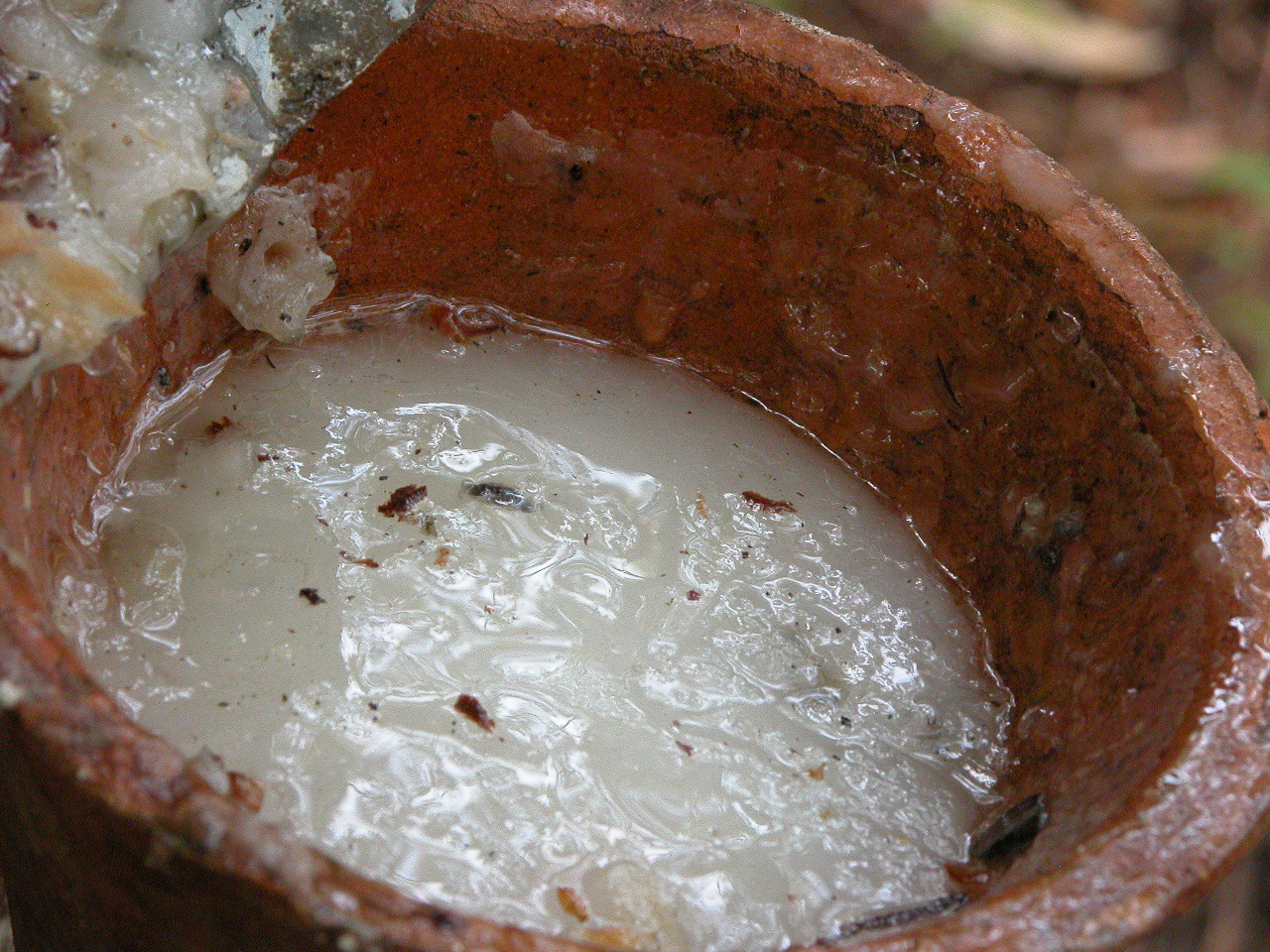
Pot de résine.

La résine semble avoir été utilisée dès la Préhistoire comme colle (pointes de flèches ou de lance) ou pour étancher les canoës par les Amérindiens d'Amérique du Nord. L'usage le plus important des résines a été pour le calfatage des navires donnant lieu à une industrie importante qui s'est arrêtée avec les bateaux en fer. On a utilisé les résines dans la confection des vernis en peinture et en protection des meubles.
En Europe, elle était collectée dans les Landes et en Provence à partir du pin maritime, par le gemmage et les résiniers.
On en extrait des huiles essentielles et elle a servi à parfumer le sucre de célèbres bonbons.
La résine fraîche de nombreuses essences est antiseptique et anti-inflammatoire. De l’épicéa commun, on récolte la « térébenthine des Vosges », expectorante et balsamique.
La résine durcie, une fois chauffée, peut servir en techniques de survie à amorcer un feu, être utilisée comme une colle ou comme plombage dentaire d'urgence.

## Usage par la faune sauvage

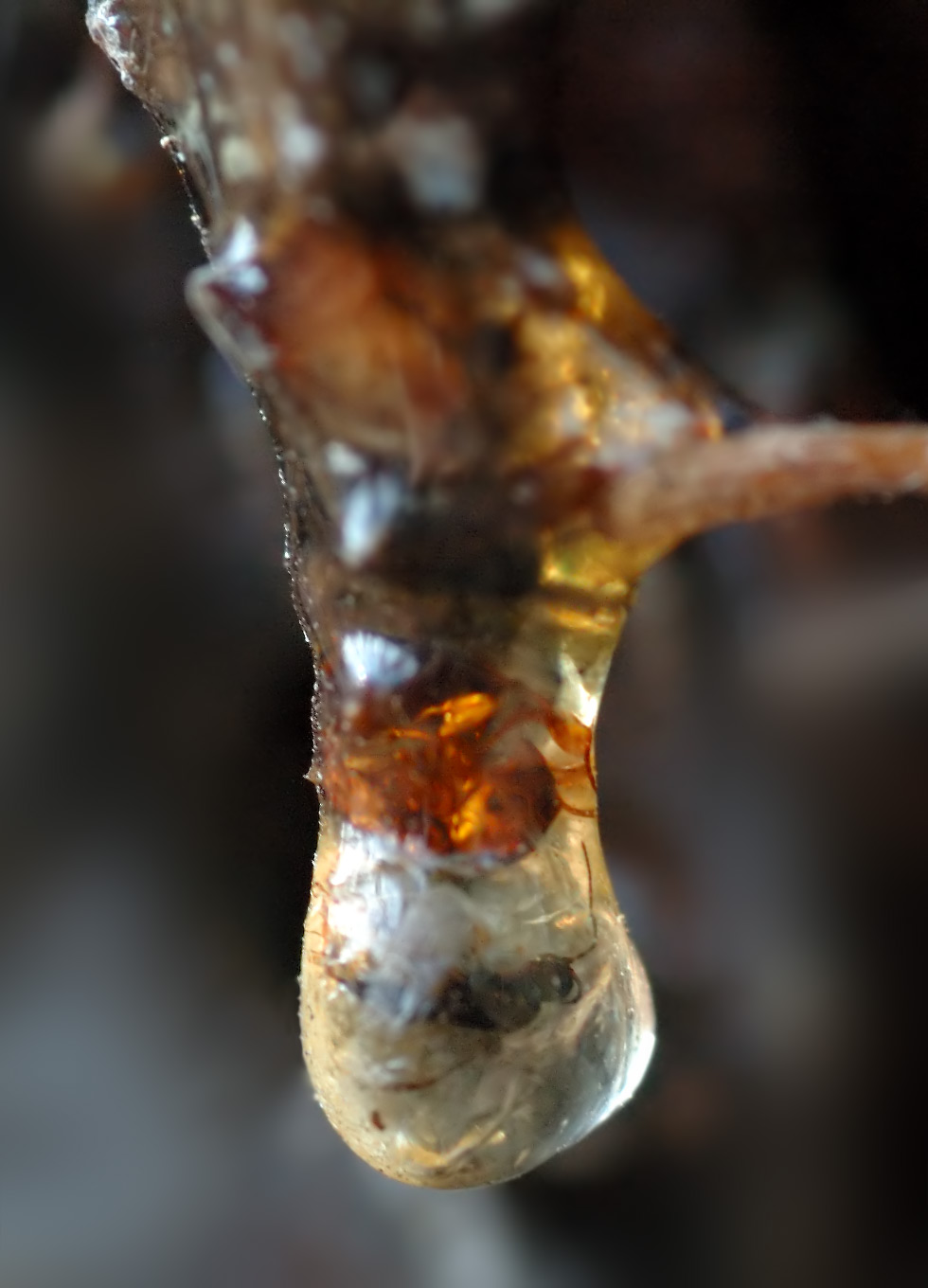
La résine est utilisée par certaines fourmis comme antiseptique, mais quand elle est liquide, elle peut être un piège mortel, à l'origine des « ambres à insectes ».

À partir d’études faites dans le Jura vaudois, en 2003, l’Université de Lausanne a montré que la Fourmi des bois (Formica paralugubris) sait profiter des propriétés antiseptiques de la résine de conifère (épicéa en l'occurrence). Alors que la vie sociale (forte promiscuité) et leur biotope exposent particulièrement cette espèce aux maladies, les chercheurs concluent en 2007 qu’en collectant cette résine (en boulettes de 7 à 8 mm de diamètre prélevées sur les troncs des épicéas ou au sol) et en la dispersant dans la fourmilière, elles se défendent mieux contre bactéries et champignons pathogènes, ce qui leur permet de doubler leurs chances de survie. Les 8 fourmilières étudiées (Jura vaudois) contenaient environ 70 reines assistées de milliers d’ouvrières. Les tests ont montré que les jeunes fourmis conjointement exposées à la résine et à Pseudomonas fluorescens ou au Metarhizium sont deux fois plus nombreuses à survivre. En l’absence de pathogène, la sève de conifère ne semble pas avoir d’effet positif ou négatif sur les fourmis.
En laboratoire, la résine a effectivement inhibé le développement de deux pathogènes ubiquistes et courants dans l’environnement : la bactérie Pseudomonas fluorescens et le champignon Metarhizium anisopliae. On suppose que ce sont ses composés volatils (dont des terpènes) et d’autres composés oléiques qui sont en cause. Les fourmis des bois sont considérées comme très utiles dans l'écosystème forestier, mais il est encore trop tôt pour savoir si l'on peut ici parler de symbiose entre résineux et fourmis.
Dans les années 1980, on avait déjà noté que certains oiseaux incluaient dans les matériaux de leur nid des végétaux émettant des substances volatiles à effets antiparasitaires.
La « propolis », autre forme de résine, cette fois extraite par les abeilles des bourgeons et de certaines écorces d'arbres, pourrait avoir des fonctions similaires.

## Pathologie
La résinose désigne une exsudation excessive de résine qui traduit une pathologie végétale chez les arbres lorsqu'ils sont agressés par des agents phytopathogènes (champignons, bactéries) ou des insectes ravageurs (coléoptères),.